# دوري البريمافيرا 1
دوري البريمافيرا 1 (بالإيطالية: Campionato Primavera 1)‏ يُعرف أيضًا باسم دوري البريمافيرا 1 تيم - كأس جاشينتو فاكيتي (بالإيطالية:  Campionato Primavera 1 TIM – Trofeo Giacinto Facchetti)‏ بسبب حقوق الرعاية. هي مسابقة كرة قدم للشباب في إيطاليا. تم إنشاؤها في موسم 2017-18 بتقسيم البطولة الوطنية بريمافيرا السابقة إلى بطولتين: دوري البريمافيرا 1 ودوري البريمافيرا 2، وتنظم من قبل رابطة السيريا أي (المسؤولة عن دوري البريمافيرا 1) ورابطة السيريا بي (المسؤولة عن دوري البريمافيرا 2).
في الموسم الأول (2017–18) ، كانت جميع الفرق الـ 16 المشاركة في الدوري هي فرق الشباب تحت سن 19 لأندية الدوري الإيطالي الدرجة الأولى؛ شاركت تلك الفرق في دوري البريمافيرا 1 لموسم 2017-18، بينما الأندية التي لمن تكن فريقها الأول مشاركاً في الدوري الإيطالي الدرجة الأولى؛ شاركت هي بدورها في دوري البريمافيرا 2. وينص نظام البطولة على تأهل بطل ووصيف دوري البريمافيرا 2 إلى دوري البريمافيرا 1.

## الفائزين السابقين
- 2017–18: إنتر ميلان بريمافيرا
- 2018–19:  أتالانتا